# Ludwig Zeerleder (II.)

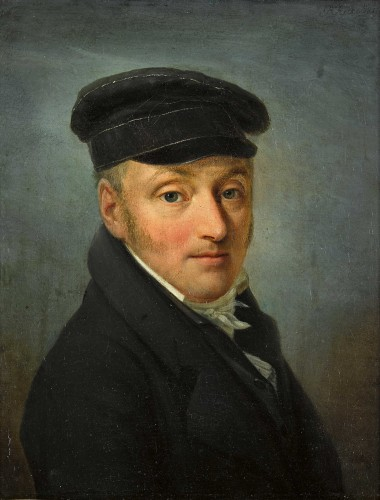
Pieter Recco, Porträt Ludwig Zeerleder (1818)

Ludwig Zeerleder (II.) (* 5. Dezember 1772 in Bern; † 18. Juli 1840 ebenda) war ein Schweizer Bankier und Politiker.

## Leben
Ludwig Zeerleder war der Sohn des Drogisten und Bankiers Ludwig Zeerleder (I.) und der Charlotte von Haller, einer Tochter Albrecht von Hallers. Er war ein Bruder des Historikers und Politikers Karl Zeerleder. Zeerleder war ein Schüler Johannes von Müllers. Die Jahre 1791 bis 1795 verbrachte er in Paris und England. In Deutschland lernte er Simon Moritz von Bethmann und Alexander von Humboldt kennen.
1798 wurde er als Kriegskommissär für das Berner Oberland berufen. Gemeinsam mit seinem Verwandten Gottlieb Abraham von Jenner gelang es ihm, einen Teil des bernischen Staatsschatzes zu retten. Bern entsandte ihn 1815 zum Wiener Kongress. Er hatte den Auftrag, die durch Napoleon abgetrennten Gebiete Waadt und Aargau zurückzugewinnen. 
Zeerleder besass das Neue Schloss Belp.

## Archivalien
- Familienarchiv Zeerleder (Burgerbibliothek Bern)
- Bern, Oberamt (Staatsarchiv des Kantons Bern)
- Briefe des bernischen Gesandten am Wiener Kongress, Ludwig von Zeerleder, an den Geheimen Rat von Bern 1814–1815 (Staatsarchiv des Kantons Bern)

## Schriften
- Gedanken über den Verfassungsvorschlag, Bern 1831.
- Vorläufige Erwiederung eines von der Dotations-Commission Angeklagten, Bern 1837.